# 帕拉斯 (欧安得耳之子)
帕拉斯（Pallas）是埃涅阿斯對抗拉丁聯軍之時的盟友，在作戰時死於埃涅阿斯的對頭圖努斯（Turnus）之手。他作戰前曾求助於大力神海格力斯（Hercules，又名Alcides），但因天庭宙斯已命天神們在戰事中保持中立，不能插手幫助，但又預見帕拉斯將滅亡，只能為他哭泣。